# Antyle (ptaki)
Antyle (Spindalidae) – monotypowa rodzina ptaków z rzędu wróblowych (Passeriformes). Najbliżej spokrewniona z trelnikami (Nesospingidae).

## Zasięg występowania
Rodzina obejmuje gatunki występujące na Bahamach, Kubie, Kajmanach, Cozumel, Haiti, Portoryko i Jamajce.

## Morfologia
Długość ciała 15–18 cm, masa ciała 17–64,8 g.

## Systematyka

### Etymologia
Spindalis: gr. σπινδαλος spindalos – indyjski ptak podobny do ατταγας attagas.

### Podział systematyczny
Takson wyodrębniony na podstawie danych genetycznych z rodziny tanagrowatych (Thraupidae); zostało to zaakceptowane przez NACC. Do rodziny należy jeden rodzaj z następującymi gatunkami:
- Spindalis zena (Linnaeus, 1766) – antyla pasiasta
- Spindalis dominicensis (Bryant,H, 1867) – antyla dominikańska
- Spindalis portoricensis (Bryant,H, 1866)– antyla portorykańska
- Spindalis nigricephala (Jameson, 1835)  – antyla jamajska